# 恰克达哈
恰克达哈（Chakdaha），是印度西孟加拉邦Nadia县的一个城镇。总人口86965（2001年）。

## 人口
该地2001年总人口86965人，其中男性44079人，女性42886人；0—6岁人口7856人，其中男4033人，女3823人；识字率79.46%，其中男性为83.93%，女性为74.86%。